# Nathalie Teppe
Nathalie Teppe (ur. 22 maja 1972 w Bourg-en-Bresse) – francuska lekkoatletka, oszczepniczka i wieloboistka, mistrzyni igrzysk śródziemnomorskich i frankofońskich, dwukrotna olimpijka.

## Życiorys
Zdobyła brązowy medal w rzucie oszczepem na mistrzostwach Europy juniorów w 1989 w Varaždinie. Zajęła 4. miejsce w siedmioboju i 10. miejsce w rzucie oszczepem na mistrzostwach świata juniorów w 1990 w Płowdiwie. Zajęła 19. miejsce w siedmioboju na mistrzostwach Europy w 1990 w Splicie. Na mistrzostwach Europy juniorów w 1991 w Salonikach zdobyła srebrny medal w tej konkurencji. Zajęła 23. miejsce w siedmioboju na igrzyskach olimpijskich w 1992 w Barcelonie.
Zwyciężyła w rzucie oszczepem i w siedmioboju na igrzyskach śródziemnomorskich w 1993 w Narbonie. Na mistrzostwach świata w 1993 w Stuttgarcie zajęła 14. miejsce w siedmioboju, a na halowych mistrzostwach Europy w 1994 w Paryżu 9. miejsce w pięcioboju. Zajęła 2. miejsce w siedmioboju w pucharze Europy w wielobojach w 1994 w Lyonie.
Zwyciężyła w rzucie oszczepem na igrzyskach frankofońskich w 1994 w Bondoufle. Zajęła 9. miejsca w rzucie oszczepem i siedmioboju na mistrzostwach Europy w 1994 w Helsinkach. Na mistrzostwach świata w 1995 w Göteborgu zajęła 11. miejsce w siedmioboju, a na halowych mistrzostwach Europy w 1996 w Sztokholmie 7. miejsce w pięcioboju.
Ponownie zwyciężyła w siedmioboju na igrzyskach śródziemnomorskich w 1997 w Bari. Zajęła 11. miejsce w tej konkurencji na mistrzostwach świata w 1997 w Atenach. Nie ukończyła siedmioboju na mistrzostwach Europy w 1998 w Budapeszcie. Zajęła 6. miejsce w pięcioboju na halowych mistrzostwach świata w 1999 w Maebashi i 19. miejsce w siedmioboju na igrzyskach olimpijskich w 2000 w Sydney.
Była mistrzynią Francji w siedmioboju w 1992, 1996 i 2000, wicemistrzynią w rzucie oszczepem w 1995, 2006 i 2007 oraz w siedmioboju w 2004, a także brązową medalistką w rzucie oszczepem w latach 1990–1994. W hali była mistrzynią w pięcioboju w 2002.
5 marca 1999 w Maebashi ustanowiła halowy rekord Francji w pięcioboju z wynikiem 4472 pkt.
Jej starsza siostra Agnès Teppe również była lekkoatletką specjalizującą się w rzucie dyskiem, medalistką igrzysk śródziemnomorskich i frankofońskich.

## Rekordy życiowe
Rekordy życiowe Teppe:
- rzut oszczepem – 55,84 m (21 lipca 2006, Tomblaine)
- siedmiobój – 6396 pkt (3 lipca 1994, Vénissieux)
- pięciobój (hala) – 4472 pkt (5 marca 1999, Maebashi)